# Асприн, Роберт Линн
Роберт Линн Асприн (англ. Robert Lynn Asprin; 28 июня 1946 — 22 мая 2008) — американский писатель-фантаст. Известен большинству читателей как автор «МИФического цикла», романы которого повествуют о приключениях Великого Скива и его друзей. «МИФический цикл» (англ. MythAdventures — мифические приключения, созвучно misadventures — несчастные случаи) — яркий образец юмористического и увлекательного фэнтези.

## Биография
Роберт Асприн родился в 1946 году в городе Сент-Джонс, штат Мичиган.
- 1964—1965 — посещал Мичиганский университет в Анн-Арборе.
- 1965—1966 — служил в армии США.

Первые романы автора, которые он писал по вечерам после работы — научно-фантастические «Холодные финансовые войны» (The Cold Cash War), расширенная версия раннего рассказа с тем же названием, был издан в 1977 году и «Боевая элита империи» (The Bug Wars) прошли практически незамеченными ни критикой, ни читателями.
В следующие несколько лет он работал (вместе со своей будущей женой, Линн Абби) над серией «Мир воров» как автор и редактор. Возможно, это был первый проект, когда сразу несколько авторов писали об одном мире. По мере расширения серии Асприн потерял контроль над многими авторами, и серия закончилась анархией. В 2002 г. Линн Эбби возродила серию романом «Санктуарий». Серия графических романов издавалась в середине 1980-х гг., и несколько авторов, среди которых был известные Эндрю Оффутт, Джанет Моррис и Дэвид Дрейк, издавали романы о своих персонажах.
Также в 1979 году Асприн начал цикл забавных приключений Скива и Ааза в серии «Мифы». В ней рассказывалось о демоне, который лишился своих сил, и его неумелом ученике-человеке, об их путешествиях в различных мирах в поисках богатства и славы. Серия «Мифы» полна юмора.
Довольно быстро написав шесть романов цикла Роберт Асприн подписал контракт на следующие шесть, и, по своему признанию, с огромным трудом написал ещё четыре, но где-то в 1993 году был втянут в затянувшуюся холодную финансовую войну с налоговой инспекцией, из-за чего очень надолго оставил работу над книгами серии.
В 2001 году Асприн с большим трудом вернулся к приключениям любимых героев, написав книгу «МИФфия невыполнима», а год спустя выполнил-таки условия контракта (к этому времени, кстати, перекупленного другим издательством) и написал завершающую книгу двенадцатикнижья «Нечто оМИФфигенное». На этом, впрочем, сериал не закончился, последующие произведения серии Асприн пишет в соавторстве с Джоди Линн Най.
Некоторые ранние романы «Мифов» были адаптированы под комиксы Фила Фолио и других. Из других его работ выделяется юмористический НФ-сериал о капитане Уилларде Шутте Phule's Saga о состоящем из сброда боевом космическом подразделении и во многом напоминают приключения Скива и Ааза.
Из-за ряда личных и финансовых проблем Асприн прекратил издаваться в 1990-х. Когда эти проблемы были решены, в конце 1990-х и начале 2000-х он издал несколько романов в соавторстве с автором Питером Хеком, Джоди Линн Най и Линдой Эванс. Романы были продолжениями серий «Мифы» и «Шутт», а также началом новых серий.
Последние свои работы Роберт Асприн предпочитал писать не иначе как в соавторстве, в том числе и со своей любимой женой Линн Абби, вместе с которой он вырастил двух детей — Аннет и Дэниэля.
Асприн умер от инфаркта миокарда 22 мая 2008 года в своём доме в Новом Орлеане, штат Луизиана, США. Рядом с его постелью были найдены очки для чтения и роман Терри Пратчетта.
В том же году наследники передали его архивы в отдел редких книг и специальных собраний библиотеки университета Северного Иллинойса

### Романы
| Год  | Название                       | По-английски              | Соавтор                                                               | Серия                |
| ---- | ------------------------------ | ------------------------- | --------------------------------------------------------------------- | -------------------- |
| 1979 | Тамбу                          | Tambu                     |                                                                       |                      |
| 1979 | Война жуков и ящериц           | The Bug Wars              |                                                                       | Боевая элита империи |
| 1979 | Зеркало — друг, зеркало — враг | Mirror Friend, Mirror Foe | Джордж Такеи                                                          |                      |
| 1986 | Кровь десяти вождей            | The Blood of Ten Chiefs   |                                                                       |                      |
| 1991 | За короля и отечество          | За короля и отечество     | Линда Эванс                                                           |                      |
| 1992 | Женщина-кошка                  | Catwoman                  | Линн Эбби                                                             |                      |
| 1995 | После победы                   | Forever after             | Роджер Желязны, Дэвид Аллен Дрейк, Майкл А. Стэкпол, Джейн Линдскольд |                      |
| 2001 | Заклинание для спецагента      | License Invoked           | Джоди Линн Най                                                        |                      |
| 2003 | Корпорация Богги               | E. Godz                   |                                                                       |                      |

- Гриффин Маккэндлс / Griffen McCandles

1. Игры драконов / Dragons Wild (апрель 2008)
2. Dragons Luck (April 2009)
3. + No Quarter(2009) // соавторы: Эрик дель Карло, Тереза Паттерсон
4. Dragons Deal (2010) // соавтор: Джоди Линн Най

- МИФический цикл / MythAdventures"

Названия книг цикла (за исключением первой) созвучны английским выражениям со словами «miss», «missing», приставкой «mis-» и т.д. («misconception» — «заблуждение», «misdirection» — «неправильное указание», «missing link» — «недостающее звено» и т. д.)
1. Еще один великолепный МИФ / Another Fine Myth (1978) [= Очередной отличный МИФ]
2. МИФОтолкования / Myth Conceptions (1980) [Misconceptions = заблуждения]
3. МИФОуказания / Myth Directions (1982) [Misdirections = неправильные указания, ложное направление]
4. Удача или миф / Hit or Myth (1983) [Hit or Miss = попадание или промах]
5. МИФические личности / Myth-ing Persons (1984) [Missing Persons = потерянные личности (находящиеся в розыске)]
6. Маленький МИФОзаклад / Little Myth Marker (1985)
7. Корпорация МИФ — связующее звено / M.Y.T.H. Inc. Link (1986)[Missing Link = недостающее звено]
8. МИФОнаименования и извергения / Myth-Nomers and Im-Pervections (1987)  [Misnomers and Imperfections = ошибки в названии и несовершенства]
9. Корпорация МИФ в действии / M.Y.T.H. Inc. in Action (1990) [Missing in Action = пропавшие без вести]
10. Сладостный МИФ, или МИФтерия жизни / Sweet Myth-tery of Life (1993) [Sweet Mystery of Life = сладкая тайна жизни]
11. МИФфия невыполнима / Myth-Ion Improbable (2001) [Mission Impossible = миссия невыполнима]
12. Нечто оМИФигенное / Something M. Y. T. H. Inc. (2002) [Something Missing = нечто утерянное]
13. МИФОнебылицы / Myth-told Tales (2003) // соавтор: Джоди Линн Най [сборник рассказов]
  1. Как получилось, что мы с Робертом Асприном взялись сочинять новые мифоприключения? / How Robert Asprin and I came to be writing new Myth-Adventures (2003) // Автор: Джоди Линн Най [предисловие]
  2. Тушите свет / The ‘Discreet Blackout’ (2003) [предисловие]
  3. МИФФ Конгениальность / Myth Congeniality (2003) // Соавтор: Джоди Линн Най [Мисс Конгениальность]
  4. МИФОинструкция / M.Y.T.H. Inc. Instructions  [= Корпорация М.И.Ф. Кто есть кто] (2003) // Соавтор: Джоди Линн Най
  5. МИФОавантюристки / Myth-Adventurers (2004) [Misadventures = Несчастные случаи]
  6. МИФОпросчет / Myth-Calculations (2003) // Соавтор: Джоди Линн Най [Miscalculations = Неверные расчёты]
  7. МИФОсуженый / Myth-ter Right (2003) // Соавтор: Джоди Линн Най  [Mister Right = Мистер Правильный]
  8. Корпорация М.И.Ф. Выручка / M.Y.T.H. Inc. Proceeds (2007) // Автор: Джоди Линн Най  [Missing proceeds = Упущенные прибыли]
  9. МИФОландия снов / Mything in Dreamland  [= Миф-путешествие в страну снов] (2004) // Соавтор: Джоди Линн Най [Missing in Dreamland = Пропавшие/заблудившиеся в стране снов]
  10. Не МИФОпара / Myth-Matched (2007) // Автор: Джоди Линн Най [Mismatched = Несоответствующие]
  11. МИФонедоучка / Myth-Trained (2007)
14. МИФальянсы / Myth Alliances (2003) // соавтор: Джоди Линн Най [Mésalliance (фр.) = мезальянс (неравный брак)]
15. Торговая МИФтерия / Myth-taken Identity (2004) // соавтор: Джоди Линн Най [Mistaken Identity = ложное опознание]
16. НеМИФический класс / Class Dis-Mythed (2005) // соавтор: Джоди Линн Най [Class Dismissed = класс свободен]
17. Мифические прибыли / Myth-Gotten Gains (2006) // соавтор: Джоди Линн Най
18. МИФО-Шеф / Myth Chief (март 2008) // соавтор: Джоди Линн Най [Mischief = вред, беда]
19. МИФО-Фортуны / Myth-Fortunes (ноябрь 2008) // соавтор: Джоди Линн Най [Misfortunes = несчастья]

После смерти Асприна Джоди Линн Най продолжила «мифическую» серию самостоятельно: в 2012 году вышла книга «Myth-Quoted» [Misquoted = Неверно процитированное] ().
- Серия «Дункан и Мэллори / Duncan and Mallory» // соавтор: Мэл Уайт

1. Дункан и Мэллори / Duncan and Mallory (1986)
2. Бар, не ранчо / The Bar None Ranch (1987)
3. Налётчики / The Raiders (1988)

- Серия «Шуттовская рота / Phule’s Company»

1. Шуттовская рота / Phule’s Company (1990)
2. Шуттовской рай / Phule’s Paradise (1992)
3. Шуттовские деньги / A Phule and His Money (1999) // соавтор: Питер Хек
4. Дважды Шутт / Phule Me Twice (2000) // соавтор: Питер Хек
5. Нет Шутта шуттее старого Шутта / No Phule Like an Old Phule (2004) // соавтор: Питер Хек
6. Задание Шутта / Phule’s Errand (2006) соавтор: Питер Хек

- Серия «Разведчики времени / Time Scout», в других переводах "Вокзал времени" // соавтор: Линда Эванс

1. Разведчики времени / Time Scout (1995)
2. Мошенники времени / Wagers of Sin (1995)
3. Потрошители времени / Ripping Time (2000)
4. Дом, который построил Джек / The House that Jack Built (2000)

- Серия «Холодные деньги / Cold Cash»

1. Холодные финансовые войны / The Cold Cash War (1977)
2. Холодный финансовый боец / Cold Cash Warrior (1989) // соавтор: Билл Фавсетт

- Серия «Варторн / Wartorn» // соавтор: Эрик Дель Карло

1. Воскрешение / Resurrection (2004)
2. Уничтожение / Obliteration (2006)

- Серия «Мир воров / Thieves World» (антология под ред. Роберта Асприна)

1. Мир воров / Thieves World (1979)
  - Интерлюдия / Introduction [= Предисловие] (1979) // Автор: Роберт Асприн
  - Смертные приговоры / Sentences of Death (1979) // Автор: Джон Браннер
  - Лик Хаоса / The Face of Chaos (1979) // Автор: Линн Эбби
  - Врата летающих ножей / The Gate of the Flying Knives (1979) // Автор: Пол Андерсон
  - Заложник теней / Shadowspawn (1979) // Автор: Эндрю Оффут
  - Цена бизнеса / The Price of Doing Business (1979) // Автор: Роберт Асприн
  - Братья по крови / Blood Brothers (1979) // Автор: Джо Холдеман
  - Миртис / Myrtis (1979) // Автор: Кристин Девис
  - Секрет голубой звезды / The Secret of the Blue Star (1979) // Автор: Мэрион Зиммер Брэдли
  - (+) История создания «Мира воров» / The Making of Thieves' World (1979) // Автор: Роберт Асприн
2. Истории таверны «Распутный единорог» / Tales of the Vulgar Unicorn (1980)
  - Интерлюдия / Introduction // Автор: Роберт Асприн
  - Пауки пурпурного мага / Spiders of the Purple Mage [= Пауки багрового мага] (1980) // Автор: Филип Фармер
  - Богиня / Goddess (1980) // Автор: Дэвид Дрейк
  - Плод из Энлибара / The Fruit of Enlibar (1980) // Автор: Линн Эбби
  - Сон ясновидящей / The Dream of the Sorceress (1980) // Автор: Альфред Ван Вогт
  - Любимец бога Вашанки / Vashanka’s Minion (1980) // Автор: Джанет Моррис
  - Заложник теней / Shadow’s Pawn (1980) // Автор: Эндрю Оффут
  - Охранять охранников / To Guard the Guardians (1980) // Автор: Роберт Асприн
  - (+) The Lady of the Winds (2001) // Автор: Пол Андерсон
  - (+) Светлая сторона Санктуария / Essay: The Lighter Side of Sanctuary (1980) // Автор: Роберт Асприн
3. Тени Санктуария / Shadows of Sanctuary (1981)
  - Интерлюдия / Introduction (1981) // Автор: Роберт Асприн
  - В поисках Сэтана / Looking for Satan [= Поиски Сатаны] (1981) // Автор: Вонда Макинтайр
  - Ишад / Ischade (1981) // Автор: Кэролайн Черри
  - Подарок на прощание / A Gift in Parting (1981) // Автор: Роберт Асприн
  - Вивисектор / The Vivisectionist (1981) // Автор: Эндрю Оффут
  - Носорог и единорог / The Rhinoceros and the Unicorn (1981) // Автор: Дайана Паксон
  - Танец Азиуны / Then Azyuna Danced (1981) // Автор: Линн Эбби
  - Человек и его бог / A Man and His God (1981) // Автор: Джанет Моррис
  - (+) То, что не сказал мне редактор / Things the Editor Never Told Me (1981) // Автор: Линн Эбби
4. Сезон штормов / Storm Season (1982)
  - Предисловие / Storm Season Introduction // Автор: Роберт Асприн
  - Цена боли / Exercise in Pain (1982) // Автор: Роберт Асприн
  - Подветренная сторона / Downwind (1982) // Автор: Кэролайн Черри
  - Волшебное искусство / A Fugitive Art (1982) // Автор: Дайана Паксон
  - Волшебная сталь / Steel (1982) // Автор: Линн Эбби
  - Колдовская погода / Wizard Weather (1982) // Автор: Джанет Моррис
  - Крестник / Godson (1982) // Автор: Эндрю Оффут
  - Эпилог / Epilogue (1982) // Автор: Роберт Асприн
5. Лик Хаоса / The Face of Chaos (1983)
  - Интерлюдия / Introduction (1983) // Автор: Роберт Асприн
  - Высокая луна / High Moon (1983) // Автор: Джанет Моррис
  - Колдунья / Necromant (1983) // Автор: Кэролайн Черри
  - Искусство альянса / The Art of Alliance (1983) // Автор: Роберт Асприн
  - Уголки памяти / The Corners of Memory (1983) // Автор: Линн Эбби
  - Давший обет / Votary (1983) // Автор: Дэвид Дрейк
  - Отражение в зеркале / Mirror Image (1983) // Автор: Дайана Паксон
6. Крылья рока / Wings of Omen (1984)
  - Интерлюдия / Introduction (1984) // Автор: Роберт Асприн
  - То, что у женщин получается лучше всего / What Women Do Best (1984) // Авторы: Джанет Моррис, Крис Моррис
  - Дочь солнца / Daughter of the Sun (1984) // Автор: Робин Бэйли
  - Дуновение силы / A Breath of Power (1984) // Автор: Дайана Паксон
  - Рука, кормящая тебя / The Hand That Feeds You (1984) // Автор: Диана Дуэйн
  - Час ведьмы / Witching Hour (1984) // Автор: Кэролайн Черри
  - Повстанцы не рождаются во дворцах / Rebels aren’t Born in Palaces (1984) // Автор: Эндрю Оффут
  - Гискурас / Gyskouras (1984) // Автор: Линн Эбби
  - Пернатая рыба в чужой стихии / A Fish Without Feathers Is Out of His Depth (1984) // Автор: Роберт Асприн
7. Смертоносная зима / The Dead of Winter (1985)
  - Интерлюдия / Introduction (1985) // Автор: Роберт Асприн
  - Расплата в аду / Hell to Pay (1985) // Автор: Джанет Моррис
  - Дама в вуали / The Veiled Lady, or A Look at the Normal Folk (1985) // Автор: Эндрю Оффут
  - Избранник бога / The God-Chosen (1985) // Автор: Линн Эбби
  - Сдержать обещание / Keeping Promises (1985) // Автор: Робин Бэйли
  - Армия ночи / Armies of the Night (1985) // Автор: Кэролайн Черри
  - Внизу, у реки / Down By The Riverside (1985) // Автор: Диана Дуэйн
  - Когда тобою движет дух / When the Spirit Moves You (1985) // Автор: Роберт Асприн
  - Цвет волшебства / The Color of Magic (1985) // Автор: Дайана Паксон
  - (+) Afterword // Автор: Дженнифер Роберсон [автор — Эндрю Оффут; в русские издания не вошло]
8. Душа города / Soul of the City (1985)
  - Игра власти / Power Play (1986) // Автор: Джанет Моррис
  - Навязчивая мысль / Dagger in the Mind (1986) // Автор: Кэролайн Черри
  - Дети разных лет / Children of All Ages (1986) // Автор: Линн Эбби
  - Смерть на лугу / Death in the Meadow (1986) // Автор: Кэролайн Черри
  - Оковы малых сил / The Small Powers that Endure (1986) // Автор: Линн Эбби
  - Огненный столп / Pillar of Fire (1986) // Автор: Джанет Моррис
9. Кровные узы / Blood Ties (1986)
  - Интерлюдия / Introduction (1986) // Автор: Роберт Асприн
  - Госпожа пламени / Lady of Fire (1986) // Автор: Дайана Паксон
  - Санктуарий принадлежит влюбленным / Sanctuary Is for Lovers (1986) // Авторы: Джанет Моррис, Крис Моррис
  - Влюбленные убийцы / Lovers Who Slay Together (1986) // Автор: Робин Бэйли
  - В тишине ночи / In the Still of the Night (1986) // Автор: Кэролайн Черри
  - Нет радости быть гладиатором / No Glad in Gladiator (1986) // Автор: Роберт Асприн
  - Связанные узами / The Tie that Binds (1986) // Автор: Диана Дуэйн
  - Санктуарийский ноктюрн / Sanctuary Nocturne (1986) // Автор: Линн Эбби
  - Повелитель заклятий / Spellmaster (1986) // Авторы: Эндрю Оффут, Джоди Оффут
  - Afterword (1986) // Автор: Роберт Асприн [автор — Кэролайн Черри; в русское издание не вошло]
10. Одиннадцать сребреников / Shadowspawn (1987)
11. Новая кровь / Aftermath (1987)
  - Интерлюдия / Introduction (1987) // Автор: Роберт Асприн
  - Кейд / Cade (1987) // Автор: Марк Перри
  - Вслед за Риддлером / Wake of the Riddler (1987) // Автор: Джанет Моррис
  - Наследница / Inheritor (1987) // Автор: Дэвид Дрейк
  - Благими намерениями… / Mercy Worse Than None (1987) // Автор: Джон Браннер
  - Видеть — значит верить, или Любовь слепа… / Seeing is Believing (But Love is Blind) (1987) // Автор: Линн Эбби
  - Возвращение домой / Homecoming (1987) // Автор: Эндрю Оффут
12. Беспокойные союзники / Uneasy Alliances (1988)
  - Интерлюдия / Introduction (1988) // Автор: Линн Эбби [написано Линн Эбби, хотя в книгах ошибочно автором указан Р. Асприн]
  - Торговцы рабами / Slave Trade (1988) // Автор: Роберт Асприн
  - Лучший из друзей / The Best of Friends (1988) // Автор: Кэролайн Черри
  - Власть королей / The Power of Kings (1988) // Автор: Джон ДеКлис
  - Красный цвет, цвет любви / Red Light, Love Light (1988) // Авторы: Джанет Моррис, Крис Моррис
  - Вот так влипли! / A Sticky Business (1988) // Автор: С. Вильямс
  - Обещание рая / The Promise of Heaven (1988) // Автор: Робин Бэйли
  - Зрение Лало / The Vision of Lalo (1988) // Автор: Дайана Паксон
13. Воровское небо / Stealer’s Sky (1989)
  - Интерлюдия / Introduction (1989) // Автор: Роберт Асприн
  - Ночное дело / Night Work (1989) // Автор: Эндрю Оффут
  - Некомпетентные зрители / The Incompetent Audience (1989) // Автор: Джон ДеКлис
  - Сбор винограда / Our Vintage Years (1989) // Автор: Дуэйн МакГоуэн
  - Ртутные сны / Quicksilver Dreams (1989) // Автор: Дайана Паксон
  - Ветра судьбы / Winds of Fortune (1989) // Автор: Кэролайн Черри
  - Пламя Ока Господня / The Fire in a God’s Eye (1989) // Автор: Робин Бэйли
  - Ткачихи / Web Weavers (1989) // Автор: Линн Эбби
  - Начать заново / To Begin Again (1989) // Автор: Роберт Асприн [финал основного цикла антологий]
14. Тень колдуна / The Shadow of Sorcery (1993)

### Повести и рассказы
- Цена бизнеса / The Price of Doing Business (1979)
- Охранять охранников / To Guard the Guardians (1980)
- Подарок на прощание / A Gift in Parting (1981)
- Требуется телохранитель / Wanted: Guardian (1995)
- Ты никогда мне не звонишь / You Never Call (1996)